# Ghiacciaio Dale
Il ghiacciaio Dale è un ghiacciaio lungo circa 12 km situato nella regione centro-occidentale della Dipendenza di Ross, nell'Antartide orientale. Il ghiacciaio, il cui punto più alto si trova a circa 2200 m s.l.m., si trova nell'entroterra della costa di Scott e ha origine dal versante occidentale della dorsale Royal Society, da cui fluisce verso ovest, partendo dal versante sud-occidentale del monte Huggins, per poi virare verso sud-ovest e andare a unire il proprio flusso a quello del ghiacciaio Skelton, subito a sud del termine del ghiacciaio Allison.

## Storia
Il ghiacciaio Dale è stato scoperto da F. R. Brooke e Bernard M. Gunn, membri del reparto neozelandese della Spedizione Fuchs-Hillary, condotta dal 1956 al 1958. In seguito è stato mappato da membri dello United States Geological Survey (USGS) grazie a fotografie aeree scattate dalla marina militare statunitense nel periodo 1960-62, e così battezzato nel 1963 dal Comitato consultivo dei nomi antartici in onore del tenente comandante Robert L. Dale, della USN, che fu ufficiale in campo del reparto della squadriglia VX-6 che trascorse l'inverno presso la stazione McMurdo nel 1960.